# タイカ・ワイティティ
タイカ・ワイティティ（英: Taika Waititi [ˈtaɪkə waɪˈtiːti] ( 音声ファイル)）こと、タイカ・デイヴィッド・コーエン（英: Taika David Cohen ONZM, 1975年8月16日 - ）は、ニュージーランドの映画監督、テレビディレクター、脚本家、俳優、コメディアン。

## 人物
アカデミー賞、BAFTA賞、グラミー賞を受賞し、プライムタイム・エミー賞にも2回ノミネートされている。長編映画『ボーイ』（2010年）と『ハント・フォー・ザ・ワイルダーピープル』（2016年）は、それぞれニュージーランド映画史上最も高い興行収入を更新した。
2004年の短編映画『トゥー・カーズ、ワン・ナイト』で、アカデミー賞の短編映画賞にノミネートされた。ホラー・コメディ映画『シェアハウス・ウィズ・ヴァンパイア』（2014年）では、ジェマイン・クレメントと共同で脚本・共同監督・主演を務め、テレビシリーズ化された。同シリーズは、プライムタイム・エミー賞の卓越したコメディ・シリーズにノミネートされた。ブラックコメディ映画『ジョジョ・ラビット』（2019年）では、脚本と主演も担当した。『ジョジョ・ラビット』は、アカデミー賞に6つノミネートされ、脚色賞を受賞した。また、同作のサウンドトラックをプロデュースしてグラミー賞を受賞した。テレビシリーズ『マンダロリアン』（2019年 - ）では、エピソードの監督と「IG-11」の声を担当した。

## 生い立ち
タイカ・デイヴィッド・コーエンは、ニュージーランド北島のベイ・オブ・プレンティ地域のラウココアで生まれ、ウェリントンで育った。父親はテ・ファーナウ＝アー＝アパヌイ系のアーティストで、母親のロビン・コーエンは学校の教師である。ワイティティは、母方の家系はロシア系ユダヤ人で、「アイルランド人が少し混じっている」などヨーロッパの血が流れており、父方の家系は「マオリとフランス系カナダ人が少し混じっている」と語っている。ワイティティは自身を「ポリネシア系ユダヤ人」と表現しているが、「積極的にユダヤ教を信仰する家庭で育ったことはない」と語っている。
ワイティティの両親は彼が5歳の頃に離婚し、主に母親に育てられた。 彼はオンズロー・カレッジに通い、その後ヴィクトリア大学ウェリントン校で演劇を学び、1997年に芸術学士を取得した。 もともと、映画や執筆の仕事には母親の姓であるコーエンを使い、視覚芸術の仕事には父親の姓であるワイティティを使っていた。

## 経歴キャリア

### コメディと俳優業
ヴィクトリア大学ウェリントンの演劇学生だった頃、ワイティティはブレット・マッケンジーやジェマイン・クレメントとともに5人組アンサンブルのコメディ劇団「ソー・ユーアー・ア・マン」の一員として活動し、ニュージーランドやオーストラリアでツアーを行って成功を得た。またジェマイン・クレメントとコメディ・デュオ「ザ・ユーモアビースツ」("The Humourbeasts") を結成し、ニュージーランド喜劇の最高峰であるビリー・T賞を1999年に獲得した。
ワイティティは俳優としても活動しており、ダニーデンを舞台にした低予算映画『スカーフィーズ』（原題、1999年）では地元の映画賞を獲得した。また2001年のロードムービー『スネークスキン』（原題）や、テレビ番組『ザ・ストリップ』（原題、2002年 – 2003年）にも端役で出演している。2011年のスーパーヒーロー映画『グリーン・ランタン』ではトーマス・カルマクを演じたほか、自身の映画『ボーイ』（原題、2010年）と『シェアハウス・ウィズ・ヴァンパイア』（2014年）では主役級を演じた。2017年の監督作・スーパーヒーロー映画『マイティ・ソー バトルロイヤル』では、モーションキャプチャでコーグの演技を担当した。

### 映画製作
様々なものに芸術的興味を示した中で、ワイティティは、ニュージーランドで毎年開かれている映画祭・48アワーズ用の短編喜劇映画を製作するようになった。2005年には、自身の短編映画『トゥー・カーズ、ワン・ナイト』（原題）で第77回アカデミー賞短編映画賞にノミネートされた。授賞式ではノミネート作品読み上げ時に、寝たふりをして会場を沸かせたことで有名になった。ワイティティはこの一件について、ノミニー全員で寝たふりをしていれば面白いだろうと示し合わせていたのに、結局実行したのは自分だけだったと語っている。
最初の長編映画となった風変わりなロマンティック・コメディ映画『イーグル VS シャーク』は、アメリカ合衆国で2007年に限定公開された。リリー役は当時のパートナーだったローレン・ホースリーが演じている。同じ年には、ジェマイン・クレメントらが出演したテレビ番組『フライト・オブ・ザ・コンコルズ』で脚本・監督を務めた。
2本目の長編映画『ボーイ』（原題）は2010年1月にサンダンス映画祭でプレミア上映を迎えたが、同時に映画祭のグランプリ部門にもノミネートされた。ワイティティは監督だけでなく、家族の元へ帰る前科者の父親役も演じた。ニュージーランドでの封切り後、作品には熱狂的な批評がいくつも寄せられ、国内最高の興行収入をあげるなど、いくつもの記録を打ち立てた。この作品の成功後、ワイティティは作中で重要な意味を持った曲『ポイ・エ』が、国内チャートで1位に返り咲くのではないかと述べ、新たなミュージックビデオも制作した。曲はチャート3位まで上昇したほか、iTunesのランキングでは1位を獲得した。

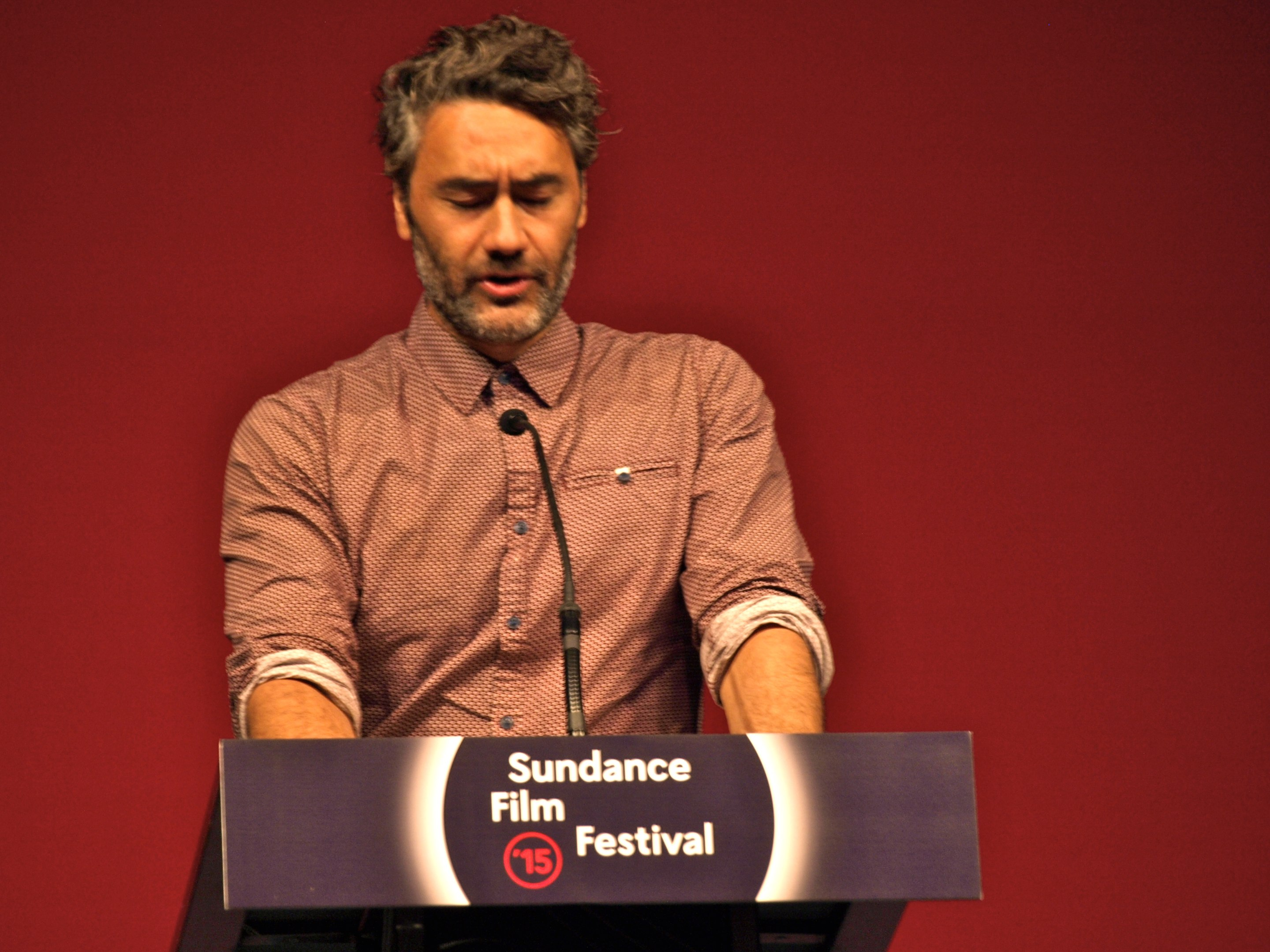
2015年サンダンス映画祭にて

2011年には、ニュージーランドのテレビ番組『スーパー・シティ』（原題）で監督を務めたが、主役のマデレーン・サミは作中で1つの街に住む5人の人物を演じ分けた。
ワイティティは2016年のディズニー映画『モアナと伝説の海』の初期稿を執筆していたが、その内容はジェンダーや家族に焦点を当てたものだった。これらの要素は実際の最終稿では無視された。初期稿離脱後の2013年には、友人のコメディアン、ジェマイン・クレメントと共同監督・脚本で、吸血鬼が登場するコメディ・モキュメンタリー映画『シェアハウス・ウィズ・ヴァンパイア』を製作した。作品は2014年1月にサンダンス映画祭でプレミアを迎えた。ワイティティとクレメントは、現代のウェリントンに住む吸血鬼の役も演じた。
ワイティティにとって4作目となる長編映画『ハント・フォー・ザ・ワイルダーピープル』（原題）も、2016年のサンダンス映画祭でプレミアを迎えた。作品はニュージーランドで公開されると、ワイティティが『ボーイ』で打ち立てていた公開初週末の興行収入記録を塗り替えた。この作品は、ニュージーランドの作家バリー・クランプの小説を元に、少年とサム・ニール演じる気難しい男が森の中で交流を深める様を主軸に置いている。
2017年にはニュージーランダー・オブ・ザ・イヤーを受賞したが、仕事のため授賞式に出席することはできなかった。
ワイティティにとって初のハリウッド映画となったマーベル・スタジオの『マイティ・ソー バトルロイヤル』は、2017年10月に公開された。予算200万ドル前後の比較的小規模な映画を手掛けてきた監督が、予算1億8000万ドルのハリウッド大作の監督に抜擢されたことでも話題となった。ワイティティはこの作品より前に、クリス・ヘムズワース演じるソーが、オーストラリアでルームメイトのダリル・ジェイコブソンと暮らす短編モキュメンタリー映画『チーム・ソー』（原題）を撮影していた。
2019年には、クリスティン・ルーネンズの "Caging Skies" を原作とした長編映画『ジョジョ・ラビット』の監督を務め、役者としてもアドルフ・ヒトラーに扮して出演した。作品はトロント国際映画祭観客賞受賞、第77回ゴールデングローブ賞 映画部門 作品賞 (ミュージカル・コメディ部門)ノミネートなど高く評価され、アカデミー脚色賞を受賞した。
ワイティティは、マーク・グスタフソン (Mark Gustafson) と共に、マイケル・ジャクソンの人生をペットのチンパンジー・バブルスの視点から描いた、ストップモーション・アニメーション映画 "Bubbles" を監督すると報じられている。また大友克洋のSF漫画『AKIRA』の実写化に取り組む予定であること、加えて『シェアハウス・ウィズ・ヴァンパイア』の続編 "We're Wolves" の共同脚本を準備していることも分かっている。

## 私生活
2012年5月に、妻チェルシー・ウィンスタンリーとの間に長女が誕生した。また2015年8月には次女が誕生している。チェルシーとは2018年に別居した。
ワイティティは、「先住民族のアタッチメント」を入れたり、撮影開始時に「Welcome to Country」のセレモニーを行ったりするなど、マオリの伝統を自身のプロジェクトに取り入れている。彼は、マオリや先住民の映画製作者が監督したニュージーランド映画『ザ・ブレイカー・アッパラーズ』（2018年）、『Baby Done』（2020年）、『Night Raiders』（2021年）の製作総指揮を務めている。
2021年には歌手リタ・オラとの交際が報じられ、同年のメットガラや翌年の『ソー:ラブ&サンダー』プレミア公開時にふたりの同席が確認されたほか、2022年8月にはオラと結婚したのではないかと複数誌で報じられた。オラは2023年1月のインタビューで、ワイティティと結婚したことを認めた。

## フィルモグラフィ

### 映画
| 年   | 題名                                                                     | クレジット | クレジット | クレジット | クレジット | 備考                                               |
| 年   | 題名                                                                     | 監督       | 製作       | 脚本       | 出演       | 備考                                               |
| ---- | ------------------------------------------------------------------------ | ---------- | ---------- | ---------- | ---------- | -------------------------------------------------- |
| 1999 | スカーフィーズ（原題） Scarfies                                          | No         | No         | No         | Yes        | アレックス (Alex) 役                               |
| 2001 | スネークスキン（原題） Snakeskin                                         | No         | No         | No         | Yes        | ネルソン (Nelson) 役                               |
| 2001 | A New Way Home                                                           | No         | No         | No         | Yes        | 短編映画、マックス (Max) 役                        |
| 2002 | John and Pogo                                                            | Yes        | No         | Yes        | No         | 短編映画                                           |
| 2003 | トゥー・カーズ、ワン・ナイト（原題） Two Cars, One Night                 | Yes        | No         | Yes        | No         | 短編映画 第77回アカデミー賞短編映画賞ノミネート    |
| 2004 | Tama Tu                                                                  | Yes        | No         | Yes        | No         | 短編映画                                           |
| 2004 | フュータイル・アトラクション（原題） Futile Attraction                   | No         | No         | No         | Yes        | ウェイター役                                       |
| 2005 | What We Do in the Shadows: Interviews with Some Vampires                 | Yes        | No         | Yes        | Yes        | 短編映画 ヴィアーゴ (Viago) 役                     |
| 2007 | イーグル VS シャーク Eagle vs Shark                                      | Yes        | No         | Yes        | Yes        | ゴードン (Gordon)役                                |
| 2010 | ボーイ（原題） Boy                                                       | Yes        | No         | Yes        | Yes        | アラメイン (Alamein) 役                            |
| 2011 | グリーン・ランタン Green Lantern                                         | No         | No         | No         | Yes        | トーマス・カルマク役 (Thomas Kalmaku)              |
| 2013 | The Captain                                                              | No         | No         | No         | Yes        | 短編映画 キャプテン (The Captain) 役               |
| 2014 | シェアハウス・ウィズ・ヴァンパイア What We Do in the Shadows             | Yes        | Yes        | Yes        | Yes        | ヴィアーゴ (Viago) 役                              |
| 2016 | ハント・フォー・ザ・ワイルダーピープル（原題） Hunt for the Wilderpeople | Yes        | Yes        | Yes        | Yes        | 神父役                                             |
| 2016 | チーム・ソー（原題） Team Thor                                           | Yes        | Yes        | Yes        | No         | 短編映画                                           |
| 2016 | ドクター・ストレンジ Doctor Strange                                      | No         | No         | No         | No         | クレジット無し、削除されたミッド・クレジットシーン |
| 2016 | モアナと伝説の海 Moana                                                   | No         | No         | No         | No         | クレジット無し、初期脚本の執筆                     |
| 2017 | マイティ・ソー バトルロイヤル Thor: Ragnarok                             | Yes        | No         | No         | Yes        | コーグ役                                           |
| 2018 | ザ・ブレイカー・アッパラーズ（原題） The Breaker Upperers                | No         | Yes        | No         | No         | 製作総指揮                                         |
| 2019 | アベンジャーズ/エンドゲーム Avengers: Endgame                            | No         | No         | No         | Yes        | コーグ役                                           |
| 2019 | ジョジョ・ラビット Jojo Rabbit                                           | Yes        | Yes        | Yes        | Yes        | アドルフ・ヒトラー役                               |
| 2021 | ザ・スーサイド・スクワッド “極”悪党、集結 The Suicide Squad              | No         | No         | No         | Yes        | ラットキャッチャー役                               |
| 2021 | フリー・ガイ Free Guy                                                    | No         | No         | No         | Yes        | アントワン役                                       |
| 2022 | バズ・ライトイヤー Lightyear                                             | No         | No         | No         | Yes        | モー・モリソン役                                   |
| 2022 | ソー:ラブ&サンダー Thor: Love and Thunder                                | Yes        | No         | Yes        | Yes        | コーグ役                                           |
| 2023 | ネクスト・ゴール・ウィンズ Next Goal Wins                                | Yes        | Yes        | Yes        | Yes        | 司祭役                                             |
| TBA  | Klara and the Sun                                                        | Yes        | Yes        | No         | No         |                                                    |
| TBA  | Judge Dredd                                                              | Yes        | Yes        | No         | No         |                                                    |

### テレビ番組
| 年        | 題名                                                                    | 登場話                                 | クレジット                                |
| --------- | ----------------------------------------------------------------------- | -------------------------------------- | ----------------------------------------- |
| 2002      | ザ・ストリップ（原題） The Strip                                        | 13話                                   | モスティン (Mostin) 役                    |
| 2003      | Revelations – The Initial Journey (en)                                  | エピソード："Mended Sole"              | アリ (Ali) 役                             |
| 2003      | フリーキー（原題） Freaky                                               | エピソード："Fridge, Cleaner & Sister" | 清掃員役                                  |
| 2007-2009 | フライト・オブ・ザ・コンコルズ Flight of the Conchords                  | 4話                                    | 監督・脚本                                |
| 2009      | ザ・ジャッキー・ブラウン・ダイアリーズ（原題） The Jaquie Brown Diaries | エピソード："Brownward Spiral"         | フレンドリーなジプシー役                  |
| 2010      | Radiradirah (en)                                                        | 8話                                    | 複数役                                    |
| 2011      | スーパー・シティ（原題） Super City                                     | 6話                                    | 監督                                      |
| 2012      | ジ・インビトウィーナーズ（原題） The Inbetweeners                       | 5話                                    | 監督                                      |
| 2015      | Brown Eye                                                               | シーズン1                              | 脚本、製作総指揮                          |
| 2018      | ウェリントン・パラノーマル（原題） Wellington Paranormal                | 6話                                    | コー・クリエーター、ヴィアーゴ (Viago) 役 |
| 2019      | マンダロリアン The Mandalorian                                          | シーズン1第8話                         | 監督、IG-11役 (声の出演)                  |
| 2021      | RuPaul's Drag Race Down Under (en)                                      | 1話                                    | ゲスト出演                                |
| 2021      | Reservation Dogs (en)                                                   | シーズン1、2                           | 脚本、製作総指揮                          |
| 2022      | 海賊になった貴族 Our Flag Means Death                                   | 1話                                    | 監督、製作総指揮、黒髭役                  |

### ミュージック・ビデオ
- 2007年 - フライト・オブ・ザ・コンコルズ（英語版） "Ladies of the World" (en)
- 2007年 - フライト・オブ・ザ・コンコルズ "Mutha'uckas" (en)
- 2007年 - フライト・オブ・ザ・コンコルズ "Leggy Blonde" (en)
- 2007年 - エイジ・プライアー（英語版） "Shanks’ Pony"
- 2007年 - ザ・フェニックス・ファウンデーション（英語版） "Bright Grey"
- 2008年 - ルーク・ブダ（英語版） "My Imminent Demise"
- 2009年 - ザ・フェニックス・ファウンデーション "40 Years"
- 2011年 - メソッド・マン "World Gone Sour (The Lost Kids)"

### コマーシャル
ワイティティは多作なコマーシャル監督でもある。ニュージーランド航空の機内安全ビデオ "The Most Epic Safety Video Ever Made" には、ピーター・ジャクソンやイライジャ・ウッドが出演し、『ロード・オブ・ザ・リング』シリーズの物語を旅する設定で撮影された。この作品はYouTubeで1900万回以上も再生されている。またテスコのCM "Borg" ではスーパーで買い物するコミカルなトール風の人物を登場させているが、ワイティティはその後マーベル・スタジオの『マイティ・ソー バトルロイヤル』を監督している。
- 2008年 - ポット・ヌードル "Moussaka Rap"
- 2008年 - ポット・ヌードル "I Wish (That Girls Were More Like Pot Noodles)"
- 2008年 - ポット・ヌードル "Back with no Appetite"
- 2011年 - サワー・パッチ・キッズ（英語版） "World Gone Sour (The Lost Kids)"
- 2011年 - キャドベリー・デイリー・ミルク（英語版） "Simply The Best"
- 2011年 - ウィスパ（英語版） "Gold"
- 2012年 - NBC "Superbowl Brotherhood of Man"
- 2012年 - スタインレイジャー（英語版） "Pure"
- 2012年 - オールド・ネイビー "New Girl"
- 2012年 - オールド・ネイビー "Why Choose?"
- 2013年 - Lambnesia "Australia Day"
- 2013年 - サムスン "State Of The -Ation"
- 2013年 - オプティマム・ケーブル (Optimum Cable) "MIDWULS"
- 2013年 - テスコ "Borg"
- 2013年 - スカイ・アイルランド（英語版） "Pierce Brosnan"
- 2013年 - NZトランスポート・エージェンシー（英語版） "Blazed"
- 2013年 - カールトン・ドラウト（英語版） "#HELLOBEER"
- 2014年 - ニンブル (Nimble) "The Kids Party"
- 2014年 - ニンブル "The Gas Bill"
- 2014年 - ニンブル "The Phone Bill"
- 2014年 - Stop Before You Start "Laura"
- 2014年 - Stop Before You Start "Toa"
- 2014年 - Stop Before You Start "Tori"
- 2014年 - Stop Before You Start "Jackson"
- 2014年 - Stop Before You Start "Destiny"
- 2014年 - ニュージーランド航空 "The Most Epic Safety Video Ever"
- 2014年 - ノヴァ・エナジー（英語版） "Watch It Over and Over"
- 2015年 - NZトランスポート・エージェンシー "Tinnyvision"
- 2015年 - トレバー・ミンツ "Choose Your Trebor - Confessions"
- 2015年 - 2デグリーズ（英語版） "Broadband Made Simple"
- 2017年 - ニュージーランド人権委員会[注釈 4] "Taika's Appeal"

## 評価

### 批評家の反応
| 作品名                                           | Rotten Tomatoes （レビュー件数） | Metacritic （レビュー件数） |
| ------------------------------------------------ | -------------------------------- | --------------------------- |
| イーグル VS シャーク（2007年）                   | 54%（107件）                     | 55（25件）                  |
| ボーイ（原題、2010年）                           | 87%（70件）                      | 70（19件）                  |
| シェアハウス・ウィズ・ヴァンパイア（2014年）     | 96%（163件）                     | 76（33件）                  |
| ハント・フォー・ザ・ワイルダーピープル（2016年） | 97%（178件）                     | 81（30件）                  |
| マイティ・ソー バトルロイヤル（2017年）          | 92%（335件）                     | 74（51件）                  |

### 興行収入
| 作品名                                     | 製作会社                                          | 公開日        | 興行収入         | 興行収入     | 興行収入     | 予算      | 出典   |
| 作品名                                     | 製作会社                                          | 公開日        | ニュージーランド | 北アメリカ   | 世界総計     | 予算      | 出典   |
| ------------------------------------------ | ------------------------------------------------- | ------------- | ---------------- | ------------ | ------------ | --------- | ------ |
| 『イーグル VS シャーク』                   | ミラマックス                                      | 2007年6月15日 | $733,972         | $221,846     | $1,298,037   | N/A       | [ 92 ] |
| 『ボーイ』                                 | トランスミッション・フィルムズ                    | 2010年3月25日 | $6,750,042       | $256,211     | $8,621,535   | N/A       | [ 93 ] |
| 『シェアハウス・ウィズ・ヴァンパイア』     | マッドマン・エンターテインメント トゥー・カヌーズ | 2014年1月19日 | $2,001,400       | $3,469,224   | $6,263,224   | 160万ドル | [ 94 ] |
| 『ハント・フォー・ザ・ワイルダーピープル』 | マッドマン・エンターテインメント ピキ・フィルムズ | 2016年1月22日 | $8,628,197       | $5,205,468   | $22,698,454  | 250万ドル | [ 95 ] |
| 『マイティ・ソー バトルロイヤル』          | マーベル・スタジオ                                | 2017年11月3日 | $5,142,491       | $315,058,289 | $853,977,126 | 1.8億ドル | [ 96 ] |